# Ангел скорботи (пам'ятний знак у Хмельницькому)
Пам'ятний знак «Ангел скорботи» — пам'ятник жертвам репресій комуністичного режиму, споруджений у місті Хмельницькому у 1998 році.
Пам'ятник споруджено силами Київського ХВО «Художник». Проект виконали скульптори Мазур Микола Іванович та Мазур Богдан Миколайович, архітектор В. П. Козубенко.
Пам'ятний знак у вигляді бронзової скульптури янгола, висотою 2.85 м, присвячено жертвам репресій комуністичного режиму.
Наказом Міністерства культури і туризму України № 521/0116-09 від 13.07.2009, об'єкт отримав статус пам'ятки монументального мистецтва національного значення.

Пам'ятний знак «Ангел скорботи»